# Saxon (Software)
Saxon (zusammengesetzt aus SAX und on) ist ein XSLT- und XQuery-Prozessor zur Transformation von XML-Dokumenten. Er transformiert XML-Dateien mithilfe von XSLT-Stylesheets (z. B. in XHTML oder Text).
Das von Michael Kay entwickelte Programm gibt es in Implementierungen für Java und das .Net-Framework. Die Java-Variante implementiert die standardisierte Schnittstelle Java API for XML Processing (JAXP), die Teil der Jakarta EE sowie ab Version 1.4 auch der Java Platform, Standard Edition (JSE) ist. Im Gegensatz zur in der Java-Laufzeitumgebung enthaltenen Standardimplementierung (eine von Sun Microsystems angepasste Variante von Xalan) unterstützt Saxon XSLT 2.0 und XPath 2.0.

## Versionen
Die im November 2005 erschienene Version 6.5.5. ist die letzte Saxons mit reiner Unterstützung von XSLT 1.0.
Ab der Version 8.0 bis zur Version 9.1 gibt es Saxon in zwei Varianten. Saxon-B (B für Basic) unterstützt alle im XSLT-Standard als notwendig bezeichneten Befehle von XSLT 2.0 und XPath 2.0 sowie XQuery. Die Variante Saxon-SA (schema aware) ist zusätzlich Schema-sensitiv, d. h., sie kann XML-Dokumente unter Berücksichtigung von Informationen aus XML-Schemata verarbeiten.
Seit Version 9.2 gibt es sechs Varianten des XSLT-Prozessors, darunter Saxon-HE (Home Edition, Open Source, vollständiger Basic-XSLT-2.0-Prozessor) sowie Saxon-PE (Professional Edition) und Saxon-EE (Enterprise Edition), die zusätzliche Features wie Streaming XSLT (Transformation eines XML-Dokumentes, ohne es vollständig in den Arbeitsspeicher zu laden), Erweiterungsfunktionen und Schema Aware XSLT unterstützen.
Saxon 9.8 für Java benötigt mindestens die Version Java 6 (JDK 1.6), Saxon für .NET benötigt mindestens das .NET Framework 3.5.
Seit Anfang 2023 wird die Open-Source-Version nicht mehr auf SourceForge, sondern auf GitHub gepflegt.